# 역커 스쿼드
역커 스쿼드 (Yucka Squad)는 2003년까지 존재하던 대한민국의 힙합 크루이다. 2001년 양동근이 힙합씬에 데뷔하는 과정에서 만나게 된 친구들과 함께 만든 크루로, 그 이름은 동료들과 엮인다는 뜻과 팀을 뜻하는 squad를 조합하여 "엮어 스쿼드", 그리고 영어 표기로 Yucka Squad가 된 것이다. 특히 Yucka Squad의 메인 프로듀서 Smokie J는 크루 멤버들의 본격적인 첫 활동이었던 컴필레이션 앨범 The Konexion을 2002년 프로듀싱한 바 있었으며, 양동근이 자신의 앨범에서 Yucka Squad를 소개하는 가사도 있었다. 하지만 이후로 양동근과 Bizzy를 제외한 멤버 전원이 탈퇴하고, 무브먼트와 합병되었다.

## 멤버
- 양동근
- Bizzy

## 이전 멤버
- Smokie J
- Nan-A
- 1Kyne (현재 Electro Boyz의 멤버)
- Lil Jenn aka JinEriro